# Korupční turistika
Korupční turistika je cestování za korupčními památkami, což jsou místa spojená s korupčními kauzami. 
Turistika spojená s korupčními skandály může mít jak spontánní, tak i organizovanou podobu. Spontánně se občas vyskytne kolem jednotlivého skandálu, konkrétní osoby nebo kauzy (jako například v Číně nebo na Ukrajině). 
V organizované podobě (jako dlouhodobá aktivita) se korupční turistika objevila v České republice, Mexiku,  nebo v roce 2016 ve Velké Británii. V České republice se jí věnuje cestovní kancelář Corrupt Tour, založená v únoru 2012 Petrem Šourkem. O výletech této korupční cestovky referovala i mnohá zahraniční média, jako např. The Wall Street Journal, CNN, The New York Times a BBC.
V americkém městě Albany se plánuje zřízení Muzea politické korupce.

Na internetu najdete i virtuální Pomníky korupce.